# Vỏ túi bào tử

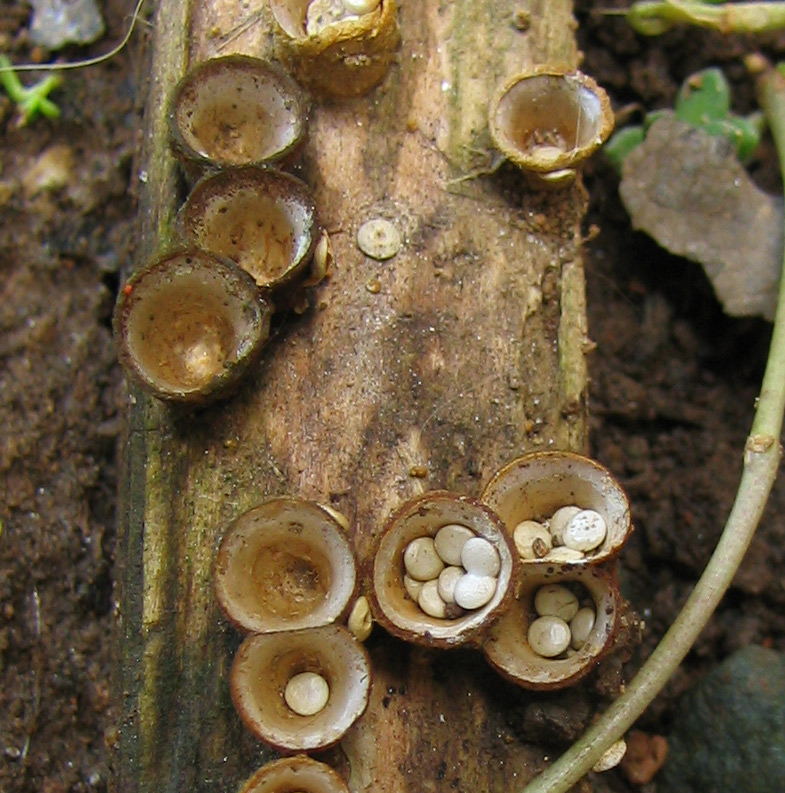
Lớp ngoài của loài nấm trên tổ loài chim này (Crucibulum laeve) là màng bảo vệ.

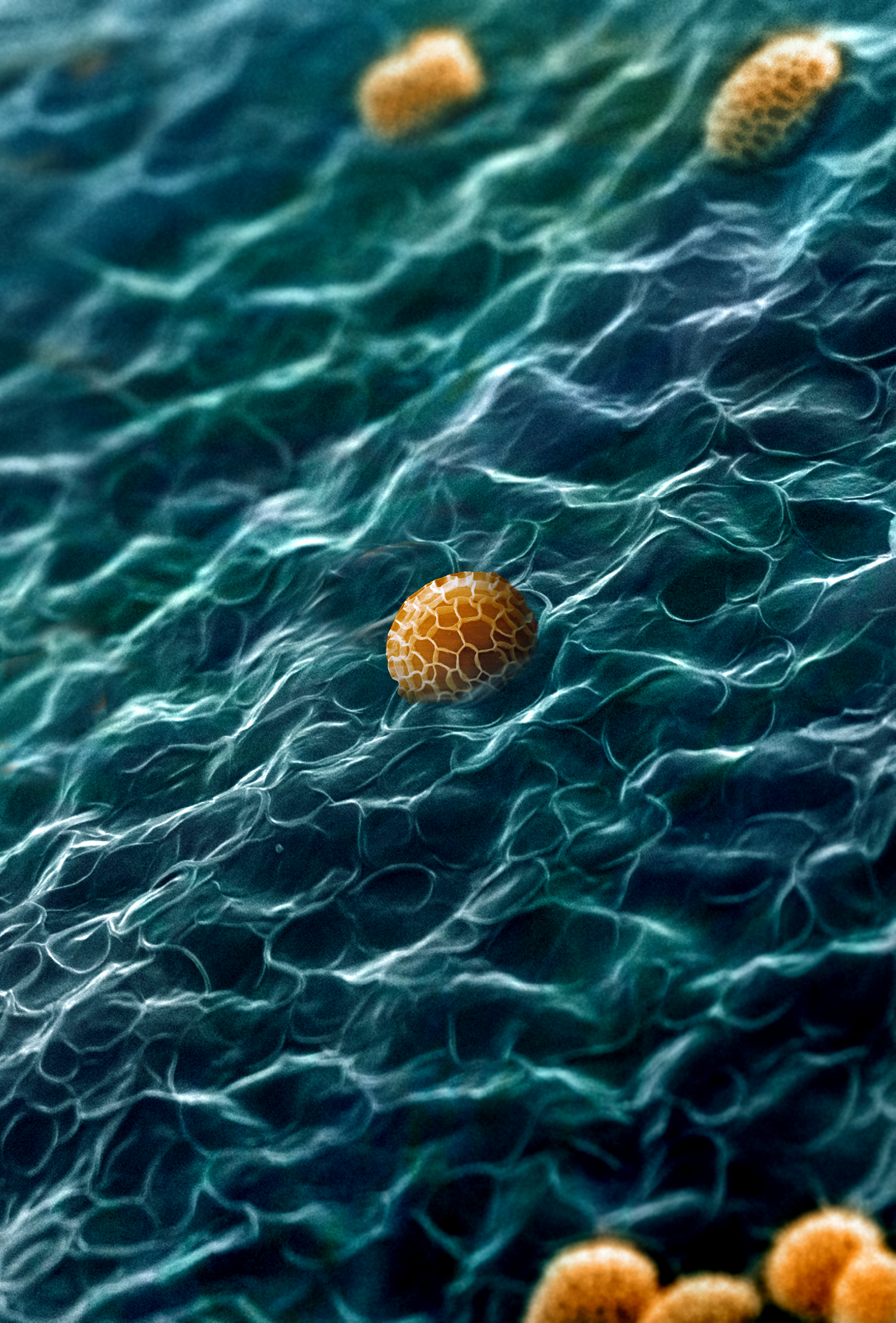
Mặt trong của màng bảo vệ của loài nấm Tubifera dudkae hiếm gặp được bao phủ bởi nếp gấp

Vỏ túi bào tử là lớp bảo vệ bao quanh một bào tử nấm. Lớp phủ bên ngoài này là một đặc điểm đặc biệt của nấm gasteroid.